# أبو تاشفين الأول
أبو تاشفين ابن أبو حمو موسى الأول هو خامس سلاطين الدولة الزيانية، حكم من عام 1318 إلى غاية مقتله في عام 1337. واصل سياسة توطيد سلطة بني عبد الواد التي بدأها والده ليأخذ منطقة وادي الشلف والقبائل الزنتية المجاورة له توجين ومغراوة. تحكمت الدولة الزيانية في عهده على عدة موانئ وأهم سبل وطرق القوافل العابرة للصحراء. كما أقام علاقات مع مملكة أراغون ومايوركة لتتمكن تلمسان من الاستحواذ على التجارة من جنوب إلى شمال البحر المتوسط.
بنى المدرسة التاشفينية في عام 1327، بالقرب من الجامع الكبير في تلمسان الذي دمرها الاستعمار الفرنسي سنة 1873 لبناء دار البلدية على موقعها.

## مقتله
في عام 1337 وقعت العاصمة تلمسان في يد أبو الحسن المريني وقُتل أبو تاشفين مع أسرته وثلة من قادته.